# Obština Topolovgrad
Obština Topolovgrad (bulharsky Община Тополовград) je bulharská jednotka územní samosprávy v Chaskovské oblasti. Leží v jižním Bulharsku na východních svazích Sakaru a podél řeky Tundža až tureckým hranicím. Správním střediskem je město Topolovgrad, kromě něj zahrnuje obština 20 vesnic. Žije zde necelých 10 tisíc stálých obyvatel.

## Sídla
| - Bălgarska Poljana - Čukarovo - Dobroselec - Filipovo - Chljabovo - Kamenna Reka - Kapitan Petko Vojvoda | - Kňaževo - Mramor - Orešnik - Orlov Dol - Planinovo - Prisadec - Radovec | - Sakarci - Sinapovo - Srem - Svetlina - Topolovgrad (sídlo správy) - Ustrem - Vladimirovo |

## Sousední obštiny
| Růžice kompasu | Radnevo   |                     | Tundža  | Růžice kompasu |
| Růžice kompasu | Gălăbovo  | Sever               | Elchovo | Růžice kompasu |
| Růžice kompasu | Gălăbovo  | Obština Topolovgrad | Elchovo | Růžice kompasu |
| Růžice kompasu | Gălăbovo  | Jih                 | Elchovo | Růžice kompasu |
| Růžice kompasu | Charmanli | Svilengrad          |         | Růžice kompasu |

## Obyvatelstvo
V obštině žije 9 529 stálých obyvatel a včetně přechodně hlášených obyvatel 11 401. Podle sčítáni 1. února 2011 bylo národnostní složení následující:
- Bulhaři: 10 049 (90.3 %)
- Romové: 982 (8.8 %)
- Turci: 27 (0.2 %)
- ostatní: 71 (0.6 %)